# Spinoblesthis
Spinoblesthis is een kevergeslacht uit de familie van de boktorren (Cerambycidae). De wetenschappelijke naam van het geslacht werd voor het eerst geldig gepubliceerd in 1987 door Galileo & Martins.

## Soorten
Spinoblesthis is monotypisch en omvat slechts de volgende soort:
- Spinoblesthis acuta Galileo & Martins, 1987